# Snårestads kyrka
Snårestads kyrka är en kyrkobyggnad i Snårestad. Kyrkan tillhör Ljunits församling i Lunds stift och är belägen på en höjd i anslutning till Snårestad. Kyrkan inhägnas delvis av häck och kallmur. Kyrkan var församlingskyrka i Snårestads församling till år 2002.

## Kyrkobyggnaden
Ursprungligen fanns på platsen en kyrka från 1200-talet. Kyrkan övergavs på 1860-talet till förmån för Marsvinsholms kyrka och kom att bli en kyrkoruin. Man började till och med att riva kyrkan, något som avbröts. I kyrkan fanns kalkmålningar som gav Snårestadsmästaren dennes anonymnamn.  Målningarna har försvunnit, men finns bevarade som avbildningar av Nils Månsson Mandelgren.
År 1908 startades en syförening i byn för att samla in pengar till byggandet av en ny klockstapel. Efter ett tag kom föreningen igång och samlade in ordentligt med pengar från flera håll. 1922 hade det kommit in så mycket pengar i föreningen att man istället ville bygga en ny kyrka. 1924 inleddes byggandet efter ritningar av Theodor Wåhlin. Den nya kyrkan kunde invigas andra advent 1925. Vid invigningen närvarade kyrkoherden Otto Centervall och biskopen Edvard Magnus Rodhe.
Väggarna vid altaret har målningar utförda av Karl Reinhold Dahlqvist.

## Inventarier
Dopfunten kommer från den gamla kyrkan och dateras till 1100-talet. I dopfunten finns en skål av mässing som skänktes 1931.
- I kyrkan finns ett harmonium.

## Högen

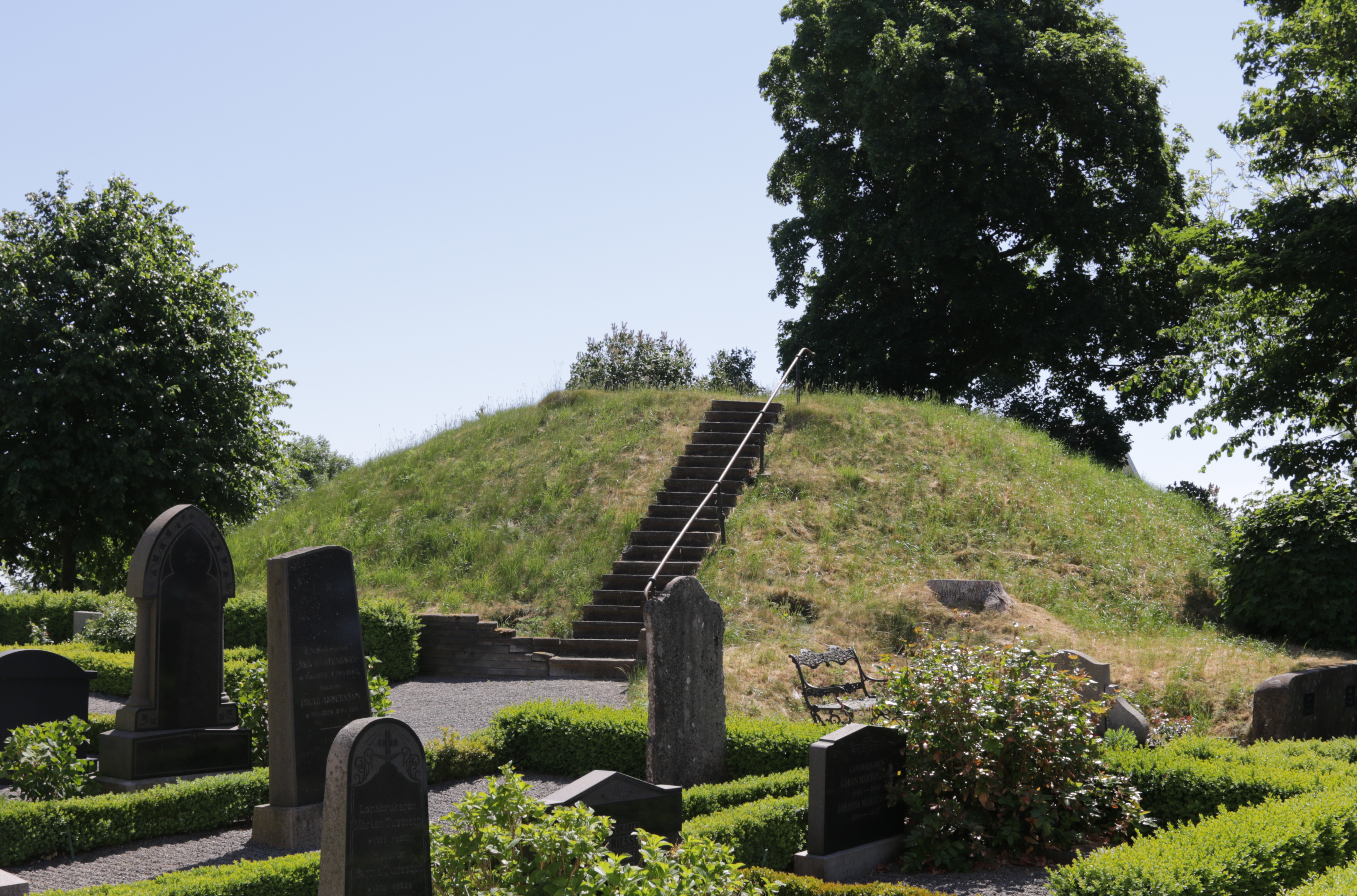
Högen vid Snårestads kyrka

Öster om kyrkan finns en hög. Antingen är högen rester av en gammal befästning eller så rör det sig om en ättehög. Vissa källor säger att en man vid namn "Sigurd Snåren Sven" ligger begravd där och att denne ska ha givit socknen Snårestad sitt namn. Enligt gamla sägner bor det troll i högen. I högen har flera arkeologiska fynd gjorts. Från högen har man utsikt över både byn och landskapet, och man kan se Marsvinsholms kyrka på avstånd.
På högen har det förr i tiden stått en klockstapel. I och med byggandet av Marsvinsholms kyrka flyttades klockorna dit. Detta upprörde Snårestadsborna eftersom det i beslutet från 1787 om att patronatsrätten togs över av Marsvinsholms ägare stod att kyrkogårdarna och tillhörande saker skulle lämna orörda. När klockorna skulle hämtas sägs det att församlingsborna försökte hindra flytten, men misslyckades.